# Lisette Ma Neza
Lisette Ma Neza (Leiderdorp, 1998) is een woordkunstenaar, slamdichter, zangeres en filmmaker. 

## Biografie
Ma Neza's ouders ontvluchtten Rwanda tijdens de Rwandese genocide in 1994 en kwamen naar Nederland. Ma Neza werd vier jaar later geboren in Leiderdorp en groeide op in Breda. Haar ouders namen haar vaak mee naar de bibliotheek en boezemden haar een grote interesse voor taal en literatuur in. Na de middelbare school studeerde ze vanaf 2016 filmregie aan de LUCA School of Arts in Brussel.

## Werk
Ma Neza's poëziedebuut Ademme, een bundel met 200 gedichten, verscheen in eigen beheer toen ze 15 was. Ze ging echter snel meer belang hechten aan het gesproken woord dan aan papieren gedichten.
In 2020 droeg ze bij aan de bundel Being Imposed Upon (ISBN 9789493148260), een collectie van reflecties in het Frans én in het Vlaams/Nederlands over vrouw- én zwart-zijn in België onder redactie van Heleen Debeuckelaere, met het verhaal Een zucht naar meer.
In 2024 werd ze de eerste stadsdichter van Brussel.
Ze dicht voornamelijk in het Nederlands, maar vaak alterneert ze dat met Engels, Frans en andere talen. 'Zwarte' thema's als dekolonisatie van de geest, spelen in haar werk een belangrijke rol: ze wil niet dat alleen de witte man ons wereldbeeld bepaalt. Kenmerkende voorbeelden zijn een optreden waarin zij de woorden gebruikte van George Floyd toen hij stikte, "I can't breathe" ('Ik kan niet ademen'), wat een sterke impuls was voor de Black Lives Matter-beweging, en de brief aan Adil, een jongeman die op de vlucht sloeg bij een politiecontrole in Brussel in april 2021 en ten val kwam na een botsing met een politievoertuig, waarna hij overleed.
Ze heeft ook een aantal columns geschreven voor het tijdschrift MO*.
Als zangeres treedt Ma Neza geregeld op met haar eigen band in een programma dat verschillende talen en genres vermengt, zoals Some girls want to go to Europe of L'Europe noire.

## Erkenning
In 2017 won ze het Belgisch Kampioenschap Poetryslam en later dat jaar werd ze tweede in de Europese Slamkampioenschap.